# Čestice (district de Strakonice)
Pour les articles homonymes, voir Čestice.
Čestice (en allemand : Tscheprowitz, précédemment : Čestitz) est un bourg (městys) du district de Strakonice, dans la région de Bohême-du-Sud, en République tchèque. Sa population s'élevait à 902 habitants en 2020.

## Géographie
Čestice se trouve à 13 km au sud-ouest de Strakonice, à 54 km au nord-ouest de České Budějovice et à 111 km au sud-sud-ouest de Prague.
La commune est limitée par Hoslovice, Němčice, Nihošovice et Úlehle au nord, par Nihošovice et Volyně à l'est, par Čkyně au sud et par Vacovice et Dřešín à l'ouest.

## Histoire
La première mention écrite de la localité date de 1243. Čestice a le statut de bourg (městys) depuis le 10 octobre 2006.

## Administration
La commune se compose de huit quartiers :
- Čestice
- Doubravice u Volyně
- Krušlov
- Nahořany
- Nuzín
- Počátky u Volyně
- Radešov
- Střídka